# Grand Prix Sezon 1947
Sezon Grand Prix 1947 – drugi po II wojnie światowej sezon Wyścigów Grand Prix.

## Podsumowanie sezonu

### Grandes Épreuves
| Grand Prix            | Tor               | Data        | Pole Position       | Najszybsze Okrążenie                | Zwycięzca (kierowcy) | Zwycięzca (konstruktorzy) | Wyniki |
| --------------------- | ----------------- | ----------- | ------------------- | ----------------------------------- | -------------------- | ------------------------- | ------ |
| Grand Prix Szwajcarii | Bremgarten        | 8 czerwca   | Jean-Pierre Wimille | Jean-Pierre Wimille                 | Jean-Pierre Wimille  | Alfa Romeo                | Wyniki |
| Grand Prix Belgii     | Spa-Francorchamps | 29 czerwca  | Jean-Pierre Wimille | Jean-Pierre Wimille                 | Jean-Pierre Wimille  | Alfa Romeo                | Wyniki |
| Grand Prix Włoch      | Sempione Park     | 7 września  | Consalvo Sanesi     | Carlo Felice Trossi                 | Carlo Felice Trossi  | Alfa Romeo                | Wyniki |
| Grand Prix Francji    | Lyon-Parilly      | 21 września | Henri Louveau       | Alberto Ascari Luigi Villoresi Raph | Louis Chiron         | Talbot-Lago               | Wyniki |

### Pozostałe Grand Prix
| Grand Prix                                                        | Tor                     | Data           | Zwycięzca (kierowcy)  | Zwycięzca (konstruktorzy) | Wyniki |
| ----------------------------------------------------------------- | ----------------------- | -------------- | --------------------- | ------------------------- | ------ |
| São Paulo Grand Prix                                              | Interlagos              | 5 stycznia     | Chico Landi           | Alfa Romeo                | Wyniki |
| Gran Premio del General Juan Perón y de la Ciudad de Buenos Aires | Retiro                  | 9 lutego       | Luigi Villoresi       | Maserati                  | Wyniki |
| Eva Duarte Perón Grand Prix                                       | Retiro                  | 16 lutego      | Luigi Villoresi       | Maserati                  | Wyniki |
| Rosario GP                                                        | Independence Park       | 2 marca        | Achille Varzi         | Alfa Romeo                | Wyniki |
| Rafaela Grand Prix                                                | Independence Park       | 20 marca       | Oscar Alfredo Gálvez  | Alfa Romeo                | Wyniki |
| Interlagos Grand Prix                                             | Interlagos              | 30 marca       | Achille Varzi         | Alfa Romeo                | Wyniki |
| Grand Prix Automobile de Pau                                      | Pau-Ville               | 7 kwietnia     | Nello Pagani          | Maserati                  | Wyniki |
| Grande Prêmio Cidade do Rio de Janeiro                            | Gávea                   | 21 kwietnia    | Chico Landi           | Alfa Romeo                | Wyniki |
| Roussillon Grand Prix                                             | Perpignan               | 27 kwietnia    | Eugène Chaboud        | Talbot-Lago               | Wyniki |
| Jersey Road Race                                                  | St Hellier              | 8 maja         | Reg Parnell           | Maserati                  | Wyniki |
| Marseille Grand Prix                                              | Prado                   | 18 maja        | Eugène Chaboud        | Talbot-Lago               | Wyniki |
| Grand Prix des Frontières                                         | Chimay                  | 25 maja        | Yves Giraud-Cabantous | Maserati                  | Wyniki |
| Nîmes Grand Prix                                                  | Nîmes                   | 1 czerwca      | Luigi Villoresi       | Maserati                  | Wyniki |
| Challenges AGACI                                                  | Montlhéry               | 8 czerwca      | Maurice Varet         | Delage                    | Wyniki |
| Marne Grand Prix                                                  | Reims-Gueux             | 6 lipca        | Christian Kautz       | Maserati                  | Wyniki |
| Gransden Lodge                                                    | Gransden Lodge Airfield | 12 lipca       | Dennis Poore          | Alfa Romeo                | Wyniki |
| Grand Prix de l'Albigeois                                         | Albi                    | 13 lipca       | Louis Rosier          | Talbot-Lago               | Wyniki |
| Bari Grand Prix                                                   | Lungomare               | 13 lipca       | Achille Varzi         | Alfa Romeo                | Wyniki |
| Bell Ville Grand Prix                                             | Bell Ville              | 13 lipca       | Oscar Alfredo Gálvez  | Alfa Romeo                | Wyniki |
| Grand Prix de Nice                                                | Nicea                   | 20 lipca       | Luigi Villoresi       | Maserati                  | Wyniki |
| Grand Prix d'Alsace                                               | Stasburg                | 3 sierpnia     | Luigi Villoresi       | Maserati                  | Wyniki |
| Ulster Trophy                                                     | Ballyclare              | 9 sierpnia     | Bob Gerard            | ERA                       | Wyniki |
| Grand Prix du Comminges                                           | Stasburg                | 10 sierpnia    | Louis Chiron          | Talbot-Lago               | Wyniki |
| Montevideo Circuit Race                                           | Playa Ramirez           | 17 sierpnia    | Oscar Alfredo Gálvez  | Alfa Romeo                | Wyniki |
| British Empire Trophy                                             | Douglas                 | 21 sierpnia    | Bob Gerard            | ERA                       | Wyniki |
| Mar del Plata GP                                                  | El Torreon              | 21 września    | Oscar Alfredo Gálvez  | Alfa Romeo                | Wyniki |
| Grand Prix de Lausanne                                            | Lozanna                 | 5 października | Luigi Villoresi       | Maserati                  | Wyniki |
| Coupe du Salon                                                    | Montlhéry               | 16 listopada   | Yves Giraud-Cabantous | Talbot-Lago               | Wyniki |